# Budapest Eagles 2014
Questa voce raccoglie le informazioni riguardanti i Budapest Eagles nelle competizioni ufficiali della stagione 2014.

## Divízió II 2014

### Stagione regolare
| 29 marzo 2014 1ª giornata | Szombathely Crushers | 26 – 3 | Budapest Eagles |  |

| 12 aprile 2014 3ª giornata | Budapest Eagles | 28 – 31 | Szekszárd Bad Bones |  |

| 17 maggio 2014 7ª giornata | Budapest Eagles | 15 – 7 | Fehérvár Enthroners |  |

| 1º giugno 2014 9ª giornata | Budapest Hurricanes 2 | 56 – 13 | Budapest Eagles |  |

### Playoff
| 2014 Wild Card | Dabas Sparks | 21 – 0 | Budapest Eagles |  |

## Statistiche di squadra
| Competizione      | %Vittorie | In casa | In casa | In casa | In casa | In casa | In casa | In trasferta | In trasferta | In trasferta | In trasferta | In trasferta | In trasferta | Totale | Totale | Totale | Totale | Totale | Totale |
| Competizione      | %Vittorie | G       | V       | N       | P       | Pf      | Ps      | G            | V            | N            | P            | Pf           | Ps           | G      | V      | N      | P      | Pf     | Ps     |
| ----------------- | --------- | ------- | ------- | ------- | ------- | ------- | ------- | ------------ | ------------ | ------------ | ------------ | ------------ | ------------ | ------ | ------ | ------ | ------ | ------ | ------ |
| Stagione regolare | .250      | 2       | 1       | 0       | 1       | 43      | 38      | 2            | 0            | 0            | 2            | 16           | 82           | 4      | 1      | 0      | 3      | 59     | 120    |
| Playoff           | .000      | 0       | 0       | 0       | 0       | 0       | 0       | 1            | 0            | 0            | 1            | 0            | 21           | 1      | 0      | 0      | 1      | 0      | 21     |
| Totale            | .200      | 2       | 1       | 0       | 1       | 43      | 38      | 3            | 0            | 0            | 3            | 16           | 103          | 5      | 1      | 0      | 4      | 59     | 141    |